# 歪のアマルガム
『歪のアマルガム』（いびつのアマルガム）は、石山諒による日本の漫画。『週刊少年ジャンプ』（集英社）において、2016年45号から2017年12号まで連載された。

## あらすじ
高校生の久佐場六道は、幼馴染みの火野彌生に振り回されながらも密かに彌生への想いを抱いていた。とある日、黒水影舟が転校してくるが、接点を持つことは無かった。その日、六道は親友の社文治に背中を押され、彌生をデートに誘うことにした。放課後、彌生を校舎裏に呼び出し、デートに誘い翌日公園へいくことを約束した。そして喜びながら帰路についた。その途中、六道は踏切で子供が轢かれそうになるのを見つける。助けるために飛び出した直後、六道は意識を失った。気付けば、瀕死の状態で謎の組織「賽」の実験台に置かれていた。踏切の子供はバーチャル映像で「賽」の科学者・サラ・ヴェーレンによって拉致されていた。実験が開始され、妖怪「がしゃどくろ」に変貌してしまうが自我を取り戻し、「混ざり者（アマルガム）」となる。六道は辛うじて「賽」から脱出した後、日常を取り戻すため零課の協力を得て「賽」との戦いに身を投じる。

## 登場人物

### 主人公
久佐場 六道（くさば ろくみち）
本作の主人公で男子高校生。実験により『がしゃ髑髏』の混ざり者となり、「骨の無限創成」という妖力を得た。誕生日は6月11日。A型。料理上手。
幼馴染みの彌生からぞんざいに扱われているが、密かに彌生に想いを寄せている。
待ち合わせ場所を間違えたり、考えていることを言ってしまったりとうっかりした所もある。一方、おとなしく根は善良で、人を思いやる心が強い。
【賽】の事件に巻き込まれたことを機に、元の身体に戻るために警視庁零課へのスカウトを承諾した。その後、【賽】の陰謀を阻止するため戦いに身を投じる。事件後は彌生と交際している。

### 同級生たち
社 文治（やしろ ふみはる）
男子高校生。六道と同じクラスの友人。アダ名はしゃもじで、誕生日は11月11日。O型。
彌生と六道の関係に関して「恋のキューピット」と自称しており、彌生に思いを寄せる六道の背中を押すが、空気が読めない一面もある。
火野 彌生（ひの やよい）
六道の同級生で幼馴染み。誕生日は8月27日。B型。空手の有段者であり、千渋鬼（ちしぶき）流。
暴力的な言動を取るが、他の人物にはしておらず暴力を振るうのは六道にだけけれど六道には嫌われてるのかと思われている。幼馴染みであるだけあり、買い物を共にするなど六道との仲は悪くはない。
学年でも人気でしゃもじが六道に対して早く思いを伝えるよう促しているほど。

### 零課
牛頭 次郎（ごとう じろう）
零課の課長。男性。誕生日は2月14日。AB型。好きなものは甘めのコーヒー。昔のアダ名はゴズ。
「賽」のトップの弟である。温厚で冷静な一面を持っている。高い戦闘力を持つ。右目に傷がある。
黒水 影舟（くろみず えいしゅう）
黒髪の少年。高校生ながら警察に所属している。誕生日は4月10日。A型。好きなものはカレーライス。武器は日本刀やクナイ、鎖分銅。
六道の通う高校に転校してきており、非道な実験を行うサラの研究所に潜入して情報収集を行おうとしていたところ、実験体にされている六道と出会う。サラの実験によって妖と化した六道を見るまでは、実物の妖を見たことがなかったが即時に対応する戦闘力を持つ。
妖になった六道に同情はしつつ、周囲の無関係な人間に危害を加える前に殺そうとした。暴走する他の被験者をなんとしても救おうとする六道の言葉に思うところがあり、六道を殺さなかった。代わりに暴走しようものなら「俺が真っ先にブチ殺す」と宣言している。
忍びの時代から国家に仕えてきた家系「黒水家」に育つ。

### 組織「賽」
サラ・ヴェーレン
女性研究者。妖の木乃伊（ミイラ）の産みの親であり、実験体を「ベイビー」と呼ぶ。
実は不老不死の体を持ち、「他人も自分と同じになれば、辛くなくなる」という思いで実験をしている。
尾崎 京（おざき けい）
男性。『九尾の狐』の混ざり者。妖力は「万象変化」。8歳のころ、1夜で12人をも殺した大量殺害事件の犯人。年齢は27歳ほど。
【賽】のアルバイトへ行き実験体となり、『混ざり者』となった。
零課による拘束後は、六道と会話をすることもある。
空佑（くう）
二号『大天狗』の混ざり者。妖力は「神通力」。重力を操ることができ、その応用で極小ブラックホール「凶星」を操る。
命の恩人と慕うサラに対し異常なまでの愛情を見せるが、実はすべて記憶操作によるものだった。
後日談では仮釈放され零課に協力している。
五号（ごごう）
完成体の妖『鵺』。電気信号を操り人の記憶を操作することができる。キングコングのような巨大な身体に四本の腕を持つ。
好戦的でプライドが高く、弱い者は食の対象でしかない反面、強い者には従順。
宇治橋 美姫（うじはし みき）
賽・実働部隊隊長。妖力は持たないが、武器移植人間「内蔵者」であり身体のあらゆる場所から重火器を出現させることができる。
見た目は若い少女。喧嘩っ早い性格で、大人に対して反抗心を剥き出しにする。
森 不動（もり ふどう）
賽・実働部隊副隊長。宇治橋同様、妖力は持たないが超音波兵器「怪力線」を内蔵しており、その実力は隊長である宇治橋に「怪物」と言わせる程。
心配性で、常にガスの元栓やDVDのレンタル延滞料などを気にしている。
牛頭 一臣（ごとう かずおみ）
死の商社（ブラック・マーチャント）「賽」社長。次郎の兄であり、宿敵でもある。完成体の妖・三号『赤鬼』を従えている。

### その他の人物
安馬桐 切子（あまぎり きりこ）
捜査一課の女刑事。読切版のヒロイン、雨斬霧子と名前の読みが同じであり、見た目もほぼ一緒。

## 用語
アマルガム　　水銀と他の金属との合金。なお、作中では「混ざり者」として異なった意味で使われている。

## 書誌情報
- 石山諒 『歪のアマルガム』 集英社〈ジャンプ・コミックス〉、全3巻
  1. 「怪物」2017年2月8日発行（2月3日発売[集 1]）、ISBN 978-4-08-881007-2
  2. 「Antihero」2017年4月9日発行（4月4日発売[集 2]）、ISBN 978-4-08-881098-0
  3. 「in vitro」2017年5月7日発行（5月2日発売[集 3]）、ISBN 978-4-08-881107-9

## 反響
雑誌ダ・ヴィンチは本作の第一話に対する大きな反響が寄せられ、石山の前回作である『三ツ首コンドル』から画力が向上したという声が上がったことを報じた。
また同誌は2016年8月に完結した久保帯人の漫画『BLEACH』の後釜になるのではないかという期待も寄せられていることも報じられていた。